# لوكاس تيل
لوكاس تيل (بالإنجليزية: Lucas Till)‏ مواليد 10 أغسطس 1990 في فورت هود، تكساس، الولايات المتحدة، هو ممثل أمريكي بدأ مسيرته الفنية عام 2003.

## الأعمال

### أفلام
- السير على الخط
- هانا مونتانا
- معركة لوس أنجلوس
- رجال-إكس: الدرجة الأولى
- ستوكر
- بارانويا
- كريستي
- رجال-إكس: أيام المستقبل الماضي
- رجال إكس: نهاية العالم
- جاسوس الباب التالي

## وصلات خارجية
- لوكاس تيل على موقع IMDb (الإنجليزية)
- لوكاس تيل على موقع روتن توميتوز (الإنجليزية)
- لوكاس تيل على موقع ألو سيني (الفرنسية)
- لوكاس تيل على موقع أول موفي (الإنجليزية)
- لوكاس تيل على موقع قاعدة بيانات الأفلام السويدية (السويدية)
- لوكاس تيل على موقع إن إن دي بي (الإنجليزية)
- لوكاس تيل على موقع قاعدة بيانات الفيلم (الإنجليزية)
- لوكاس تيل على موقع كينوبويسك (الروسية)